# Производный финансовый инструмент
Производный финансовый инструмент, дериватив (англ. derivative) — договор (контракт), по которому стороны получают право или обязуются выполнить некоторые действия в отношении базового актива. Обычно предусматривается возможность купить, продать, предоставить, получить некоторый товар или ценные бумаги. Дериватив обычно формален и стандартизирован, изначально предусматривает возможность минимум для одной из сторон свободно продавать данный контракт, то есть фактически является одним из вариантов ценных бумаг. Цена дериватива и характер её изменения обычно тесно связаны с ценой базового актива, но не обязательно совпадают.

## Описание
По своей сути дериватив представляет собой соглашение между двумя сторонами, по которому они принимают на себя обязательство или приобретают право передать определённый актив или сумму денег в установленный срок (или до его наступления) по согласованной цене.
Обычно целью покупки дериватива является не физическое получение базового актива, а хеджирование ценового или валютного риска во времени либо получение спекулятивной прибыли от изменения цены базового актива. Конечный финансовый результат для каждой стороны сделки может быть как положительным, так и отрицательным.
Отличительная особенность деривативов состоит в том, что суммарное количество обязательств по ним не связано с общим количеством базового актива, обращающегося на рынке. Эмитенты деривативов не обязательно являются владельцами базового актива. Например, суммарное количество контрактов CFD на акции некоторой компании может быть в несколько раз больше количества выпущенных акций. Покупатели и продавцы контрактов CFD изначально не ориентируются на поставку реальных акций, их интересует лишь разница в цене, которая возникает по данным акциям за оговорённый в контракте промежуток времени или при оговорённых условиях.
Дериватив имеет следующие характеристики:
1. его стоимость меняется вслед за изменением цены базового актива (процентной ставки, цены товара или ценной бумаги, обменного курса, индекса цен или ставок, кредитного рейтинга или кредитного индекса, другой переменной);
2. для его приобретения достаточно небольших первоначальных затрат по сравнению с другими инструментами, цены на которые аналогичным образом реагируют на изменения рыночной конъюнктуры;
3. расчёты по нему осуществляются в будущем.

Национальное законодательство разных стран может по-разному определять, являются ли производные финансовые инструменты самостоятельными ценными бумагами. В Российской Федерации это регламентирует ФЗ № 39-ФЗ «О рынке ценных бумаг» от 22 апреля 1996 года.
На рынке деривативов применяются такие инструменты как опционы, свопы, фьючерсы, форвардные контракты. Производные финансовые инструменты можно поделить между собой по способу реализации. Есть договорные деривативы и свободно торгуемые деривативы. Договорными деривативами называются двусторонние контракты, торгуемые на внебиржевом секторе. Свободно торгуемые деривативы это те, кто являет собой стандартизированные контракты, торгуемые на биржах. При помощи производных финансовых инструментов происходит снижение транзакционных издержек. Появляются возможности для снижения рисков по источникам финансирования.
В соответствии с Федеральным законом «О рынке ценных бумаг» в России, производный финансовый инструмент предопределяет выполнение одной или сразу нескольких обязанностей. Он может подразумевать единовременную или периодическую уплату денежной суммы, обязанность одной из сторон передать другой стороне деньги, ценные бумаги или товары как минимум через три дня после заключения договора, а другой стороне принять и заплатить за принятое имущество. Также производный финансовый инструмент предусматривает в случае предъявления требования другой стороной продать или купить валюту или ценные бумаги.

## Примеры базовых активов
Базовым активом по данному договору могут быть:
- ценные бумаги;
- товары;
- валюта;
- процентные ставки;
- уровень инфляции;
- официальная статистическая информация;
- физические, биологические и/или химические показатели состояния окружающей среды;
- обстоятельства, свидетельствующие о неисполнении или ненадлежащем исполнении одним или несколькими юридическими лицами, государствами или муниципальными образованиями своих обязанностей;
- договоры, являющиеся производными финансовыми инструментами;
- обстоятельства, которые предусмотрены федеральными законами или нормативными правовыми актами федерального органа исполнительной власти по рынку ценных бумаг и относительно которых неизвестно, наступят они или не наступят;
- значения, рассчитываемые на основании одного или совокупности нескольких указанных выше показателей, цены или условия которого базируются на соответствующих параметрах другого финансового инструмента, который будет являться базовым.

Производный финансовый инструмент может иметь более одного базового актива.

## Признаки производных инструментов

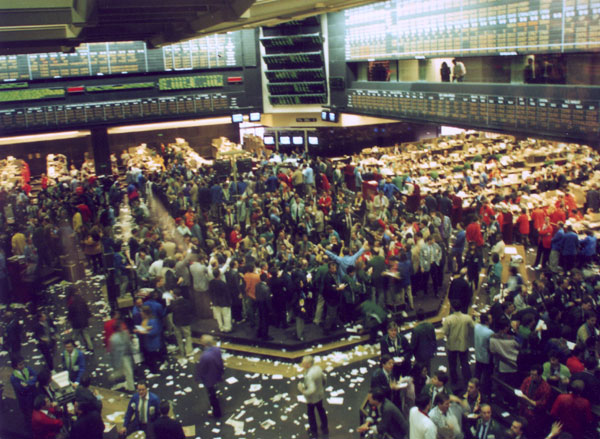
Торги деривативами в Чикагской торговой палате (Chicago Board of Trade)

- Производные финансовые инструменты основываются на базовом активе. Встречаются производные инструменты на другие деривативы, как например опцион на фьючерсный контракт.
- Как правило, деривативы используются не с целью купли-продажи базового актива, а с целью получения дохода от разницы в ценах.
- Рынок производных инструментов напрямую связан с рынком ценных бумаг или товарным рынком. Эти рынки строятся по одинаковым принципам, ценообразование на этих рынках происходит по одним законам и, как правило, на них торгуют одни и те же участники.

## Примеры деривативов
- Валютный своп
- Кредитный дефолтный своп
- Опцион
- Процентный своп (IRS)
- Своп
- Свопцион
- Соглашение о будущей процентной ставке (FRA)
- Форвард
- Фьючерс
- Контракт на разницу цен (CFD)
- Персональный композитный инструмент (PCI)

А также:
- Варрант
- Конвертируемые облигации
- Депозитарная расписка
- Кредитные производные

## Использование
Деривативы используются для достижения следующих целей:
- Хеджирование или снижение риска в базовой позиции, путем заключения производного контракта, стоимость которого движется в противоположном направлении к их базовой позиции[5][6];
- Использование инструмента, связанного с определенным условием (например, достижением базовым активом определенной цены);
- Получить воздействие на лежащий в основе, когда невозможно торговать лежащим в основе (например, погодные деривативы)[7];
- Обеспечение кредитного плеча для того, чтобы малое движение базового актива вызвало значительное изменение стоимости дериватива[8];
- Спекуляция для получения прибыли, когда стоимость базового актива движется в ожидаемом направлении;
- Удобное управление активами различных классов без ограничений базовых активов[9];
- Минимизация налогов, например, своп акций позволяет инвестору получать стабильные платежи, например, на основе ставки LIBOR, избегая при этом уплаты налога на прирост капитала и сохранения акций.
- Арбитраж цен, позволяющий получать безрисковую прибыль путем одновременного заключения сделок на двух и более рынках[10].

## История
Древний мир
Договоры с условием поставки в будущем появились за несколько веков до нашей эры. Так, вавилонские купцы, снаряжая караваны, были вынуждены искать финансирование. В результате появился договор о разделе риска, согласно которому торговцы получали кредиты, погашение которых зависело от успешности доставки товаров. При этом процент был выше, чем у обычных кредитов, чтобы покрыть «опцион неисполнения обязательств» по кредиту в случае потери груза. Аналогичными опционами пользовалось много торговцев, что давало возможность объединить риски и удержать цену опционов на доступном уровне.
Средние века
Формы ранних деривативов встречаются и в истории европейской торговли. Экономический подъём XII века и развитие торговли способствовали формированию торгового права, приводимого в исполнение «ярмарочными судами». Новшеством средневековых ярмарок стал документ, который назывался lettre de faire и, по сути, являлся форвардным контрактом на поставку товаров по истечении определенного срока.
1630-е годы. Тюльпаномания
В конце 1630-х годов Голландию и Англию захлестнула тюльпаномания. Опционами на луковицы тюльпанов торговали в Амстердаме уже в начале XVII века, а к 1630-м годам на Королевской бирже в Англии в продаже появились форвардные контракты. За расцветом торговли и ростом прибылей от сделок с луковицами последовал крах рынка в 1636—1637 годах.
1650-е годы. Рисовые купоны
Японских землевладельцев, получавших натуральную ренту (часть урожая риса) не устраивала зависимость от погоды, плюс им требовались наличные деньги. Они стали хранить рис на городских складах и продавать складские расписки (рисовые купоны). Эти купоны давали их владельцу право на получение определённого количества риса оговорённого качества в некую будущую дату по оговорённой цене. Так землевладельцы получали стабильный доход, а продавцы — гарантированные поставки риса и возможность получить прибыль от продажи купонов. Пытаясь предсказать будущие цены, торговец Мунэхиса из рода Хомма стал отображать движение цен в виде так называемых японских свечей, положив начало техническому анализу.
1860-е годы. Появление первых современных фьючерсных контрактов
На Лондонской фондовой бирже торговля опционами «пут» и «колл» вошла в практику в 1830-е годы. На американских биржах торговля опционами на товары и акции вошла в практику к 1860-м годам. Первый форвардный контракт Чикагской торговой палаты (Chicago Board of Trade), на который имеется регистрационная запись, был датирован 13 марта 1851 года. В 1865 году палата формализовала торговлю зерном, введя контракты, получившие название фьючерсных. Эти контракты стандартизировали: качество, количество, время и место поставки зерна.
1970-е годы. Появление финансовых фьючерсов
В 1972 году на Чикагской товарной бирже (Chicago Mercantile Exchange) было создано новое подразделение — Международный валютный рынок (International Monetary Market). Оно стало первой специализированной биржевой площадкой для торговли финансовыми фьючерсными контрактами — валютными фьючерсами. До этого в качестве базового актива фьючерсов использовались только товары. В 1973 году Чикагская торговая палата учредила Чикагскую опционную биржу (Chicago Board Options Exchange). К концу 1970-х годов финансовыми фьючерсами торговали на биржах по всему миру.
1980-е годы. Распространение внебиржевых деривативов.
Согласно статистике Банка международных расчётов, если в 1998 году среднесуточный оборот внебиржевых деривативов (представляющих во многом спекулятивный капитал) составлял 475 млрд. долл., то в 2007-м — 2544 млрд. — за десять лет рост в 5,4 раза.
Рынок внебиржевых производных финансовых инструментов, в отличие от рынка биржевых контрактов, развивался в условиях отсутствия отчетности и постоянного мониторинга заключаемых сделок вплоть до мирового финансового кризиса 2007–2009 годов. Негативное влияние рынка внебиржевых ПФИ на финансовую стабильность в 2007–2009 годах оказалось колоссальным и оказало сокрушительное воздействие на мировую финансово-экономическую систему. Чтобы не допустить возможности повторения этого, странами G20 в 2009 году было достигнуто соглашение об следующих основных направлениях реформирования этого рынка:
- осуществление централизованного клиринга сделок с определенными категориями внебиржевых ПФИ;
- предоставление информации заключенных сделках с внебиржевыми ПФИ в репозитарии;
- заключение сделок с определенными категориями внебиржевых ПФИ с использованием инфраструктуры биржи или через электронные торговые площадки;
- введение повышенных требований к капиталу в части покрытия рисков по сделкам с внебиржевым ПФИ, в том случае если по ним не осуществляется централизованный клиринг;
- введение требования о маржировании (уплата начальной и вариационной маржи) сделок с внебиржевыми ПФИ, в отношении которых не осуществляется централизованный клиринг[14][15].